# César (cépage)
Pour les articles homonymes, voir césar et romain.
Le césar est un cépage de raisin destiné à produire du vin rouge. Il est également nommé « romain ».

## Origine
Son nom vient du fait que le romain a été implanté en Bourgogne du nord, quand la Gaule a été conquise par les Romains.
Une analyse ADN a montré que ce cépage serait un croisement naturel du pinot noir et de l'argant.

## Répartition

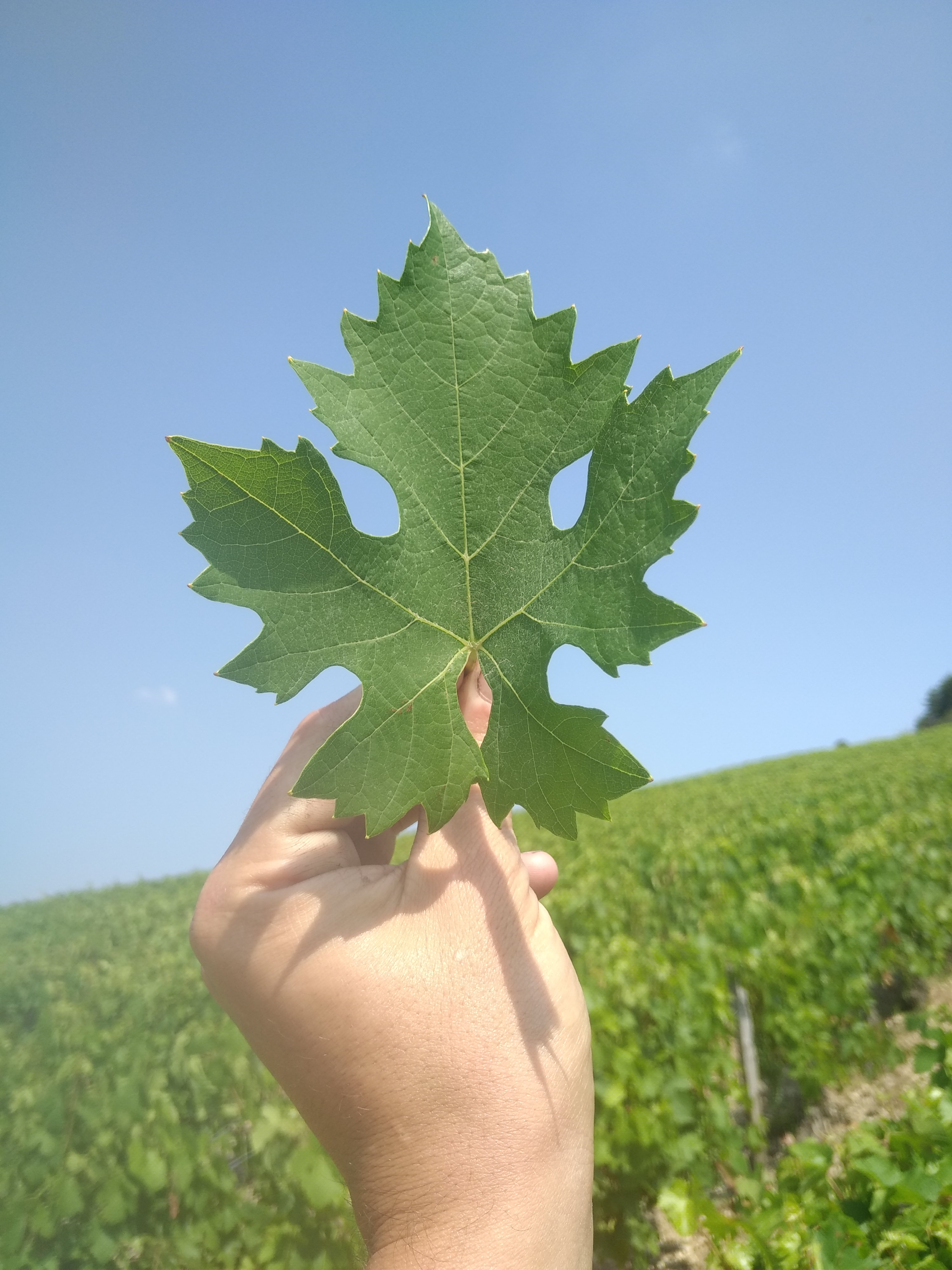
Feuille de césar.

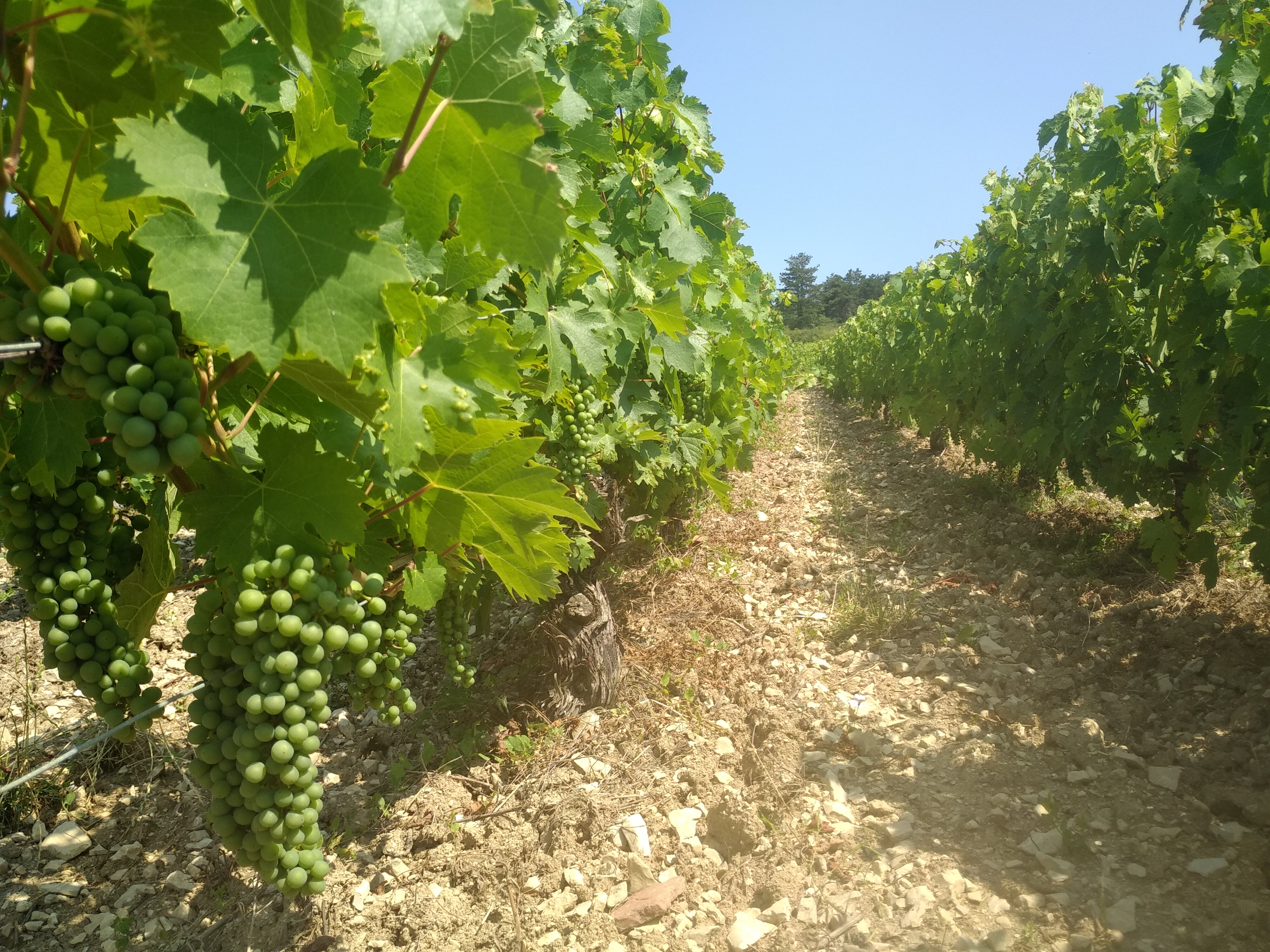
Vigne de césar, avant la véraison, à Irancy.

Le cépage est planté sur 2 hectares, dans l'appellation Irancy.
On retrouve le césar dans les appellations Coteaux Bourguignons, Bourgogne-Coulanges La Vineuse, Bourgogne-Chitry, Bourgogne-Épineuil ou encore Bourgogne-Côte d’Auxerre.
Son clone agréé en France est le 1102.
Des petites plantations sont aussi connues en Argentine et au Chili.

## Production
Les vins rouges d'appellation Irancy, dans l'Yonne, comportent du césar à hauteur de 10 % maximum. Certains vignerons de Saint-Bris-le-Vineux produisent également du vin à base de césar sous l'appellation Bourgogne Côte d'Auxerre.

## Caractéristiques
C'est un cépage vigoureux, dont les rameaux sont très sensibles au vent, le palissage est nécessaire à sa conduite, le débourrement précoce du césar lui fait craindre les dernières gelée au début du printemps. Ses grappes sont très grosse avec des baies moyennes. Il est sensible au mildiou et à l'oïdium.

## Vinification
Sa vinification donne des vins fruités et tanniques, ayant un bon potentiel d'élevage.

## Synonymes
Le césar est aussi connu sous les noms de : césar noir, gros monsieur, gros noir, hureau, lombard, picargneau, picargniol, picargniot, picarniau, picorneau, romain et ronçain.